# Seoce
Seoce är en ort i Bosnien och Hercegovina.   Den ligger i entiteten Federationen Bosnien och Hercegovina, i den centrala delen av landet, 30 km nordväst om huvudstaden Sarajevo. Seoce ligger 487 meter över havet och antalet invånare är 232.
Terrängen runt Seoce är kuperad. Närmaste större samhälle är Visoko, 11,2 km söder om Seoce. 
Omgivningarna runt Seoce är en mosaik av jordbruksmark och naturlig växtlighet. Runt Seoce är det ganska tätbefolkat, med 93 invånare per kvadratkilometer.